# 닌텐도 스위치 2 게임 목록

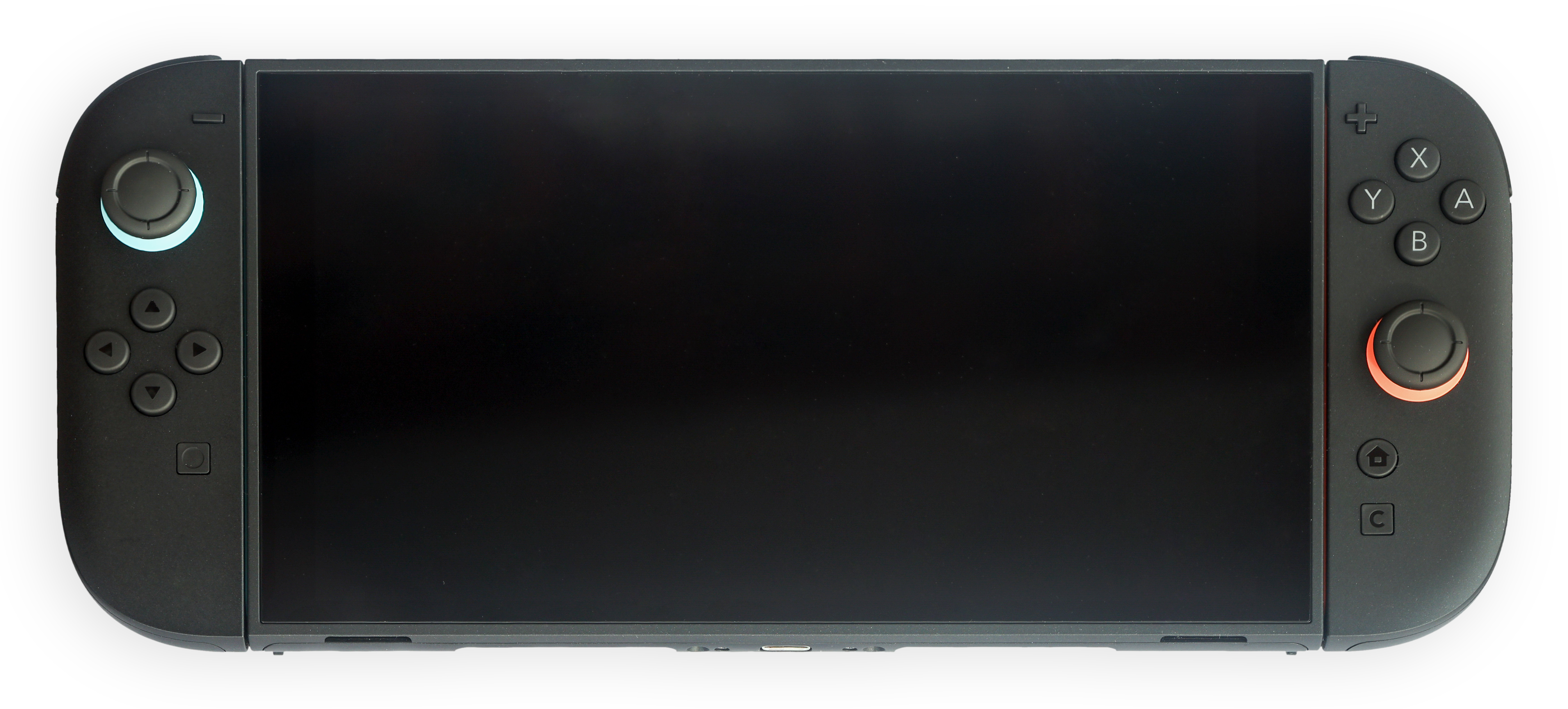
회색 조이콘 2가 부착된 휴대형 모드 닌텐도 스위치 2 게임기

다음은 닌텐도 스위치 2 비디오 게임기로 발매된 비디오 게임 목록이다. 닌텐도 스위치 2는 원 닌텐도 스위치 게임 대부분과의 하위호환도 지원한다.
닌텐도 스위치로 발매된 게임의 경우 닌텐도 스위치 게임 목록을 참고한다. 닌텐도 스위치 온라인 구독제로 이용가능한 과거 게임기들의 게임들은 닌텐도 클래식스를 참고한다.
현재 이 목록에는 총 122종의 게임이 실려있다.

## 목록
| 제목                                                                       | 개발사                                 | 배급사                   | 출시일           | Ref.         |
| -------------------------------------------------------------------------- | -------------------------------------- | ------------------------ | ---------------- | ------------ |
| 007 퍼스트 라이트                                                          | IO 인터랙티브                          | IO 인터랙티브            | 발표 예정        | [ 1 ]        |
| 8번 출구 – 닌텐도 스위치 2 에디션                                          | 고다케 크리에이트                      | 고다케 크리에이트        | 2025년 8월 29일  | [ 2 ]        |
| 굿나이트 유니버스                                                          | 나이스 드림 게임스                     | 스카이바운드 게임스      | 2025년           | [ 3 ]        |
| 글레이시어드                                                               | 스튜디오 스노블라인드                  | 플레이즘                 | 2025년           | [ 4 ]        |
| 네모바지 스폰지밥: 바다의 거인들                                           | 퍼플 램프                              | THQ 노르딕               | 2025년 9월 4일   | [ 5 ]        |
| 노 맨즈 스카이                                                             | 헬로 게임즈                            | 헬로 게임즈              | 2025년 6월 5일   | [ 6 ]        |
| 노부나가의 야망 신생 컴플리트 에디션                                       | 코에이 테크모                          | 코에이 테크모            | 2025년 6월 5일   | [ 3 ]        |
| 닌텐도 스위치 2 웰컴 투어                                                  | 닌텐도                                 | 닌텐도                   | 2025년 6월 5일   | [ 1 ]        |
| 다른 겨울의 우리들                                                         | 토요론요리                             | 고단샤                   | 2025년 11월      | [ 7 ]        |
| 다른 별의 우리들                                                           | 토요론요리                             | 고단샤                   | 2025년 8월 7일   | [ 8 ]        |
| 다마고치 원더 샵                                                           | 하이드                                 | 반다이 남코 엔터테인먼트 | 2025년 6월 27일  | [ 1 ]        |
| 다테 카나메는 잠들지 않는다 — 프롬 AI: 더 솜니움 파일즈                    | 스파이크 춘소프트                      | 스파이크 춘소프트        | 2025년 7월 25일  | [ 3 ]        |
| 더 더스크블러즈                                                            | 프롬소프트웨어                         | 프롬소프트웨어, 닌텐도   | 2026년           | [ 1 ]        |
| 데몬 엑스 마키나: 타이타닉 사이온                                          | 마벨러스 퍼스트 스튜디오               | 마벨러스                 | 2025년 9월 5일   | [ 9 ]        |
| 델타룬                                                                     | 토비 폭스                              | 8-4                      | 2025년 6월 5일   | [ 1 ]        |
| 동키콩 바난자                                                              | 닌텐도                                 | 닌텐도                   | 2025년 7월 17일  | [ 1 ]        |
| 드래곤 퀘스트 I & II HD-2D 리메이크                                        | 스퀘어 에닉스                          | 스퀘어 에닉스            | 2025년 10월 30일 | [ 10 ]       |
| 드래곤볼 스파킹! 제로                                                      | 스파이크 춘소프트                      | 반다이 남코 엔터테인먼트 | 2025년 11월 14일 | [ 11 ]       |
| 드래그 x 드라이브                                                          | 닌텐도                                 | 닌텐도                   | 2025년           | [ 1 ]        |
| 라이도우 리마스터드: 초력병단기담                                          | 아틀러스                               | 아틀러스                 | 2025년 6월 19일  | [ 3 ]        |
| 라이자의 아틀리에 비밀 트릴로지 DX                                         | 거스트                                 | 코에이 테크모            | 2025년           | [ 12 ]       |
| 레이튼 교수와 증기의 신세계                                                | 레벨 파이브                            | 레벨 파이브              | 2025년           | [ 1 ]        |
| 로맨싱 사가 2: 리벤지 오브 더 세븐 – 닌텐도 스위치 2 에디션                | 진                                     | 스퀘어 에닉스            | 2025년 7월 31일  | [ 13 ]       |
| 리애니멀                                                                   | 타르시어 스튜디오                      | THQ 노르딕               | 2025년           | [ 3 ]        |
| 리틀 나이트메어 인핸스드 에디션                                            | 엔진 소프트웨어                        | 반다이 남코 엔터테인먼트 | 2025년 10월 10일 | [ 14 ]       |
| 리틀 나이트메어 III                                                        | 슈퍼매시브 게임스                      | 반다이 남코 엔터테인먼트 | 2025년 10월 1일  | [ 15 ]       |
| 마계전기 디스가이아 7                                                      | 니폰이치 소프트웨어                    | NIS 아메리카             | 2025년           | [ 16 ]       |
| 마녀가미                                                                   | 인티 크리에이츠                        | 인티 크리에이츠          | 2025년 10월 30일 | [ 17 ]       |
| 마리오 카트 월드                                                           | 닌텐도                                 | 닌텐도                   | 2025년 6월 5일   | [ 1 ]        |
| 마블 코스믹 인베이전                                                       | 트리뷰트 게임스                        | 닷에뮤                   | 2025년           | [ 3 ]        |
| 마신소녀 에피소드 4: 전하는 마음                                           | 인사이드 시스템                        | 인사이드 시스템          | 발표 예정        | [ 18 ]       |
| 마우스 워크                                                                | 나이트롬                               | 나이트롬                 | 2025년           | [ 19 ]       |
| 마이 타임 앳 에버샤인                                                      | 파시아 게임스                          | 파시아 게임스            | 발표 예정        | [ 3 ] [ 20 ] |
| 매든 NFL 26                                                                | EA 올랜도                              | EA 스포츠                | 2025년 8월 14일  | [ 21 ]       |
| 메이세일리아: 과거의 메아리                                                | 솔 브라더스                            | 솔 브라더스              | 2026년           | [ 22 ]       |
| 메트로이드 프라임 4: 비욘드 – 닌텐도 스위치 2 에디션                       | 레트로 스튜디오스                      | 닌텐도                   | 2025년           | [ 1 ]        |
| 모탈 컴뱃: 레거시 컬렉션                                                   | 디지털 이클립스                        | 워너 브라더스 게임즈     | 2025년           | [ 23 ]       |
| 목장이야기 Let's! 바람의 그랜드 바자                                       | 마벨러스                               | 마벨러스                 | 2025년 8월 27일  | [ 1 ]        |
| 몬스터 헌터 스토리즈 3: 엇갈린 운명                                        | 캡콤                                   | 캡콤                     | 2026년           | [ 24 ]       |
| 문명 VII                                                                   | 파이락시스 게임스                      | 2K                       | 2025년 6월 5일   | [ 1 ]        |
| 미나 더 할로어                                                             | 요트 클럽 게임스                       | 요트 클럽 게임스         | 2025년 10월 31일 | [ 25 ]       |
| 버추어 파이터 5 R.E.V.O.                                                   | 용과 같이 스튜디오, 세가 AM2           | 세가                     | 발표 예정        | [ 26 ]       |
| 베스티아리오                                                               | 위긴 인더스트리즈                      | 설렉트어플레이           | 발표 예정        | [ 3 ]        |
| 별의 커비 디스커버리 – 닌텐도 스위치 2 에디션 + 스타리 월드                | HAL 연구소                             | 닌텐도                   | 2025년 8월 28일  | [ 1 ]        |
| 보더랜드 4                                                                 | 기어박스 소프트웨어                    | 2K                       | 2025년 9월 23일  | [ 3 ]        |
| 볼 x 피트                                                                  | 케니 선                                | 디볼버 디지털            | 2025년           | [ 27 ]       |
| 브레이블리 디폴트: 플라잉 페어리 HD 리마스터                               | 캐틀 콜                                | 스퀘어 에닉스            | 2025년 6월 5일   | [ 3 ]        |
| 비트 보이!! 아케이드 2                                                     | 비플러스                               | 비플러스                 | 발표 예정        | [ 28 ]       |
| 뿌요뿌요 테트리스 2S                                                       | 세가                                   | 세가                     | 2025년 6월 5일   | [ 3 ]        |
| 사이버펑크 2077: 얼티밋 에디션                                             | CD 프로젝트 레드                       | CD 프로젝트              | 2025년 6월 5일   | [ 1 ]        |
| 샤인 포스트: Be Your 아이돌                                                | 코나미                                 | 코나미                   | 2025년 6월 5일   | [ 29 ]       |
| 서바이벌 키즈                                                              | 유니티                                 | 코나미                   | 2025년 6월 5일   | [ 30 ]       |
| 소닉 레이싱 크로스월드                                                     | 소닉 팀                                | 세가                     | 발표 예정        | [ 31 ]       |
| 소닉 X 섀도우 제너레이션즈                                                 | 소닉 팀                                | 세가                     | 2025년           | [ 3 ]        |
| 쉐도우 라비린스                                                            | 반다이 남코 스튜디오스                 | 반다이 남코 엔터테인먼트 | 2025년 7월 18일  | [ 1 ]        |
| 슈퍼 마리오 파티 잼버리 – 닌텐도 스위치 2 에디션 + 잼버리 TV               | 닌텐도큐브                             | 닌텐도                   | 2025년 7월 24일  | [ 1 ]        |
| 스타시커: 아스트로니어 엑스페디션즈                                        | 시스템 에라 네트웍스                   | 디볼버 디지털            | 2026년           | [ 3 ]        |
| 스타워즈: 아웃로                                                           | 매시브 엔터테인먼트                    | 유비소프트               | 2025년           | [ 3 ]        |
| 스트리트 파이터 6                                                          | 캡콤                                   | 캡콤                     | 2025년 6월 5일   | [ 1 ]        |
| 스파인                                                                     | 네키                                   | 네키                     |                  | [ 32 ]       |
| 스플래툰 레이더스                                                          | 닌텐도                                 | 닌텐도                   |                  | [ 33 ]       |
| 스플릿 픽션                                                                | 헤이즈라이트 스튜디오스                | 일렉트로닉 아츠          | 2025년 6월 5일   | [ 1 ]        |
| 아우라스코프                                                               | 닉 오즈톡                              | 닉 오즈톡                | 발표 예정        | [ 34 ]       |
| 아케이드 아카이브스 2: 릿지 레이서                                         | 남코                                   | 햄스터                   | 2025년 6월 5일   | [ 3 ]        |
| 아케이드 아카이브스 2: 에어 컴뱃 22                                        | 남코                                   | 햄스터                   | 2025년 7월 3일   | [ 35 ]       |
| 에이펙스 레전드                                                            | 리스폰 엔터테인먼트                    | 일렉트로닉 아츠          | 2025년 8월 5일   | [ 36 ]       |
| 엔터 더 건전 2                                                             | 도지 롤                                | 디볼버 디지털            | 2026년           | [ 37 ]       |
| 엘리엇의 모험: 천 년 이야기                                                | 스퀘어 에닉스                          | 스퀘어 에닉스            | 2026년           | [ 36 ]       |
| 엘든 링: 타니쉬드 에디션                                                   | 프롬소프트웨어                         | 반다이 남코 엔터테인먼트 | 2025년           | [ 1 ]        |
| 영웅전설: 계의 궤적 -Farewell, O Zemuria-                                  | 니혼 팔콤                              | NIS 아메리카             | 2026년 1월       | [ 38 ]       |
| 오바케이도로 2                                                             | 프리 스타일                            | 프리 스타일              | 2025년           | [ 39 ]       |
| 옥토패스 트래블러 0                                                        | 스퀘어 에닉스                          | 스퀘어 에닉스            | 2025년 12월 4일  | [ 40 ]       |
| 와일드 하츠 S                                                              | 오메가 포스                            | 코에이 테크모            | 2025년 7월 25일  | [ 1 ]        |
| 용과 같이 0 감독판                                                         | 용과 같이 스튜디오                     | 세가                     | 2025년 6월 5일   | [ 3 ]        |
| 용과 같이 극                                                               | 용과 같이 스튜디오                     | 세가                     | 2025년 11월 13일 | [ 11 ]       |
| 용과 같이 극 2                                                             | 용과 같이 스튜디오                     | 세가                     | 2025년 11월 12일 | [ 11 ]       |
| 용의 나라 룬 팩토리                                                        | 마벨러스                               | 마벨러스                 | 2025년 6월 5일   | [ 1 ]        |
| 위치브룩                                                                   | 처클피쉬                               | 처클피쉬                 | 2025년           | [ 3 ]        |
| 유카 리플레일리                                                            | 플레이토닉 게임스                      | 팀17                     | 2025년           | [ 3 ]        |
| 이나즈마 일레븐 영웅들의 빅토리 로드                                       | 레벨 파이브                            | 레벨 파이브              | 2025년 8월 21일  | [ 41 ]       |
| 이스 X: 프라우드 노딕스                                                    | 니혼 팔콤                              | 니혼 팔콤                | 2025년           | [ 42 ]       |
| 젤다무쌍 봉인 전기                                                         | AAA 게임스 스튜디오                    | 닌텐도                   | 2025년 겨울      | [ 1 ]        |
| 젤다의 전설 브레스 오브 더 와일드 – 닌텐도 스위치 2 에디션                 | 닌텐도 기획제작본부                    | 닌텐도                   | 2025년 6월 5일   | [ 1 ]        |
| 젤다의 전설 티어스 오브 더 킹덤 – 닌텐도 스위치 2 에디션                   | 닌텐도 기획제작본부                    | 닌텐도                   | 2025년 6월 5일   | [ 1 ]        |
| 칠링 캠프촌                                                                | 오잉크 게임스                          | 오잉크 게임스            | 2025년 7월 31일  | [ 43 ]       |
| 캐슬 오브 하트: 리톨드                                                     | 7레벨즈                                | 7레벨즈                  |                  | [ 44 ]       |
| 커비의 에어 라이더                                                         | 반다이 남코 스튜디오스, 유한회사 소라  | 닌텐도                   | 2025년           | [ 45 ]       |
| 콘텐트 워닝                                                                | Wilnyl, Philip, thePetHen, Skog, Zorro | 랜드폴 게임스            | 2026년           | [ 25 ]       |
| 쿠니츠가미: 패스 오브 더 가디스                                            | 캡콤                                   | 캡콤                     | 2025년 6월 5일   | [ 1 ]        |
| 쿠키 클리커                                                                | 대쉬넷                                 | 플레이소어러스           | 발표 예정        | [ 46 ]       |
| 크로노스: 더 뉴 던                                                         | 블루버 팀                              | 블루버 팀                | 2025년 9월 5일   | [ 36 ]       |
| 토니 호크 프로 스케이터 3 + 4                                              | 아이언 갤럭시                          | 액티비전                 | 2025년 7월 11일  | [ 1 ]        |
| 투 포인트 뮤지엄                                                           | 튜 포인트 프로덕션즈                   | 세가                     | 2025년           | [ 3 ]        |
| 파밍 시뮬레이터: 시그너처 에디션                                           | 자이언츠 소프트웨어                    | 자이언츠 소프트웨어      | 발표 예정        | [ 47 ]       |
| 파워워시 시뮬레이터 2                                                      | 퓨처랩                                 | 퓨처랩                   | 발표 예정        | [ 48 ]       |
| 파이널 판타지 택틱스: 디 이발리스 크로니클즈                               | 스퀘어 에닉스 제3개발사업본부          | 스퀘어 에닉스            | 2025년 9월 30일  | [ 49 ]       |
| 파이널 판타지 VII 리메이크 인터그레이드                                    | 스퀘어 에닉스 제1개발사업본부          | 스퀘어 에닉스            | 2025년           | [ 1 ]        |
| 판타지 라이프 i: 빙글빙글 용과 시간을 훔치는 소녀 – 닌텐도 스위치 2 에디션 | 레벨 파이브                            | 레벨 파이브              | 2025년           | [ 50 ]       |
| 패스트 퓨전                                                                | 신엔 멀티미디어                        | 신엔 멀티미디어          | 2025년 6월 5일   | [ 1 ]        |
| 팩맨 월드 2 리팩                                                           | 나우 프로덕션                          | 반다이 남코 엔터테인먼트 | 2025년 9월 26일  | [ 51 ]       |
| 페르소나 3 리로드                                                          | 아틀러스                               | 세가                     | 2025년 10월 23일 | [ 36 ]       |
| 포켓몬 레전즈 Z-A – 닌텐도 스위치 2 에디션                                 | 닌텐도                                 | 포켓몬, 닌텐도           | 2025년           | [ 1 ]        |
| 포트나이트                                                                 | 에픽게임즈                             | 에픽게임즈               | 2025년 6월 5일   | [ 3 ]        |
| 풀 메탈 스쿨걸                                                             | 유케즈                                 | D3 퍼블리셔              | 2025년 10월 23일 | [ 52 ]       |
| 플랜츠 vs. 좀비: 리플랜티드                                                | 팝캡 게임스                            | 일렉트로닉 아츠          | 2025년 10월 23일 | [ 36 ]       |
| 하데스 II                                                                  | 슈퍼자이언트 게임스                    | 슈퍼자이언트 게임스      | 2025년           | [ 1 ]        |
| 할로 나이트: 실크송                                                        | 팀 체리                                | 팀 체리                  | 2025년           | [ 3 ]        |
| 핸디 하키                                                                  | ITL                                    | ITL                      | 2025년 7월 31일  | [ 53 ]       |
| 헬라                                                                       | 윈드업 게임스                          | 나이츠 피크              | 2026년           | [ 54 ]       |
| 호그와트 레거시                                                            | 애벌랜치 소프트웨어                    | 워너 브라더스 게임즈     | 2025년 6월 5일   | [ 1 ]        |
| 환상수호전 I&II 리마스터: 문의 문장전쟁/듀난 통일전쟁                      | 코나미                                 | 코나미                   | 2025년 6월 5일   | [ 55 ]       |
| 휴먼: 폴 플랫 2                                                            | 노 브레이크스 게임스                   | 디볼버 디지털            | 발표 예정        | [ 3 ]        |
| 히트맨: 암살의 세계 – 시그너처 에디션                                      | IO 인터랙티브                          | IO 인터랙티브            | 2025년 6월 5일   | [ 1 ]        |
| 히트맨: 앱솔루션                                                           | IO 인터랙티브                          | 페럴 인터랙티브          | 2026년           | [ 56 ]       |
| AFL 26                                                                     | 빅 앤트 스튜디오스                     | 나콘                     | 2025년           | [ 57 ]       |
| Dear me, I was...                                                          | 아크 시스템 웍스                       | 아크 시스템 웍스         | 2025년           | [ 58 ]       |
| EA 스포츠 FC 26                                                            | EA 밴쿠버, EA 로마니아                 | EA 스포츠                | 2025년 9월 26일  | [ 59 ]       |
| FUR 스쿼드런 피닉스                                                        | 랩터 클로                              | 랩터 클로                | 2025년           | [ 60 ]       |
| Misc. 어 타이니 테일                                                       | 타이니웨어 게임스                      | 타이니웨어 게임스        | 2025년 7월 22일  | [ 61 ]       |
| NBA 2K26                                                                   | 비주얼 콘셉츠                          | 2K                       | 2025년 9월 5일   | [ 62 ]       |
| OPUS: 빛갈래 오르막                                                        | SIGONO                                 | 슈에이샤 게임스          | 2025년           | [ 63 ]       |
| WWE 2K25                                                                   | 비주얼 콘셉츠                          | 2K                       | 2025년 7월 23일  | [ 64 ]       |

## 같이 보기
- 닌텐도 스위치 게임 목록

## 참조
1. ↑  이 수치는 스크립트에 의해 갱신된다.